# The Ambassadors of Death
The Ambassadors of Death (Les ambassadeurs de la mort) est le cinquante-troisième épisode de la première série de la série télévisée britannique de science-fiction Doctor Who, diffusé pour la première fois en sept parties hebdomadaires du 21 mars au 2 mai 1970.

## Accroche
Des astronautes semblent avoir perdu contact avec la Terre et l'UNIT est appelée à enquêter sur ce cas. La récupération de ces astronautes semble impliquer une conspiration terrienne mettant en cause l'armée.

## Distribution
- Jon Pertwee — Le Docteur
- Caroline John — Dr. Liz Shaw
- Nicholas Courtney — Brigadier Lethbridge-Stewart
- John Levene — Sergent Benton
- John Abineri — Général Carrington
- Ronald Allen — Ralph Cornish
- Robert Cawdron — Bruno Taltalian
- Cheryl Molineaux — Miss Rutherford
- Robert Robertson — Collinson
- Ray Armstrong — Grey
- Dallas Cavell — Sir James Quinlan
- Michael Wisher — John Wakefield
- William Dysart — Reegan
- Cyril Shaps — Lennox
- Juan Moreno — Dobson
- Gordon Sterne — Van Heldorf
- John Lord — Masters
- Tony Harwood — Flynn
- Roy Scammell — Technicien
- Bernard Martin, Joanna Ross, Carl Conway — Assistants de contrôle
- Derek Ware — Sergent d'UNIT
- James Haswell — Caporal Champion
- James Clayton — Privé Parker
- Geoffrey Beevers — Privé Johnson
- Max Faulkner — Soldat d'UNIT
- Peter Halliday — Voix des Aliens
- Peter Noel Cook — Le capitaine des Aliens
- Ric Felgate — Van Lyden/Ambassadeur
- Steve Peters — Lefee/Ambassadeur
- Neville Simons — Michaels/Ambassadeur

## Résumé
Alors qu'il est en train de réparer son TARDIS, le Docteur regarde la retransmission d'une émission télévisée. Sous la supervision d'UNIT, une capsule de sauvetage est chargée de récupérer des astronautes partis vers Mars et ne donnant plus de nouvelles depuis 7 mois. Alors qu'un bruit strident sort du vaisseau et que le contact semble avoir été perdu, le Docteur semble se souvenir de quelque chose. Accompagné de Liz, le Docteur fait irruption dans la base spatiale et explique que le signal entendu est un message codé. Avant qu'ils ne puissent le décoder, un message de réponse codé est envoyé depuis la Terre. La réponse est issue d'une base désaffectée de Londres et lorsque le Brigadier y fait irruption, il est attaqué par une escouade d'hommes qui se révéleront plus tard être des militaires.
Pendant ce temps-là, à la base spatiale, le Docteur est confronté à un autre scientifique, Taltalian, qui ne cesse de lui mettre des bâtons dans les roues. Ayant réussi à faire atterrir la capsule de sauvetage sur Terre, le Brigadier et Ralph Cornish, le chef de la base scientifique, s'apprêtent à la ramener à l'intérieur de la base. En chemin, le convoi d'UNIT est attaqué par des hommes armés et un hélicoptère qui subtilisent l'appareil. Toutefois, celui-ci est ramené à la base grâce à l'ingéniosité du Docteur. Seulement, en tentant de faire sortir les cosmonautes se trouvant à l'intérieur, ils se rendent compte que ceux-ci ont déjà été enlevés. Ils apprennent qu'ils ont été doublés par une agence militaire, le "département de sécurité spatiale" (Space Security Department), commandée par le général Carrington et par Sir Quinlan.
Au département, les trois astronautes semblent envoyer des radiations et ne pouvoir vivre qu'au milieu des radiations. Ils sont enlevés par Reegan, un agent renégat qui agit de son propre chef avec l'aide de Taltalian. À la base, le Docteur comprend que les astronautes arrivés sur Terre sont des imposteurs extra-terrestres et que les véritables astronautes sont toujours en orbite. Il propose à Cornish de mener une expédition en fusée afin de les sauver. Reegan enlève Liz afin qu'elle puisse l'aider à décoder le langage des aliens et à communiquer avec eux. Elle est assistée de Lennox, un autre scientifique de Cambridge qui semble avoir été forcé à collaborer contre sa volonté. Elle réussit à le faire sortir afin qu'il prévienne le Brigadier, mais il se fait assassiner alors qu'il se trouve dans une cellule sécurisée de UNIT.
Malgré l'assassinat de Quinlain par Reegan ayant subtilisé une des combinaisons des aliens, et un sabotage de la fusée, le Docteur parvient tout de même à décoller et à approcher le vaisseau dans lequel se trouvent les astronautes. Il est alors abordé par un large vaisseau extra-terrestre et invité à entrer à l'intérieur. Il y trouve les trois astronautes, hypnotisés et persuadés de se trouver sur Terre, et est contacté par un extra-terrestre qui lui apprend que les aliens envoyés sur Terre sont en réalité des ambassadeurs. S'ils ne reviennent pas sains et saufs, la Terre sera bombardée. Hélas à son arrivée, il est enlevé par les hommes de Reegan.
Réuni avec Liz, le Docteur apprend que Reegan travaille pour le Général Carrington. Celui-ci était au courant de l'existence des extraterrestres depuis l'envoi d'une première sonde sur Mars. Ce premier contact s'étant soldé par la mort d'un homme, Carrington souhaitait se venger en amenant les aliens dans un traquenard. Alors que Carrington est prêt à annoncer à la télévision l'existence des extra-terrestres et appeler les nations du monde à bombarder leur vaisseau, le Docteur réussit à faire sortir les ambassadeurs extra-terrestres. Avec l'aide d'UNIT, ils arrêtent le général à temps et lui dit qu'il comprend ses motivations et lui permet de garder une certaine forme de dignité.

## Continuité
- Le Docteur garde encore rancune envers le Brigadier pour avoir bombardé les siluriens dans l'épisode précédent.
- Benton, qui était Caporal dans « The Invasion », semble avoir pris du galon et être devenu sergent.
- Au début de l'épisode, le Docteur tente de réparer le TARDIS et envoie Liz quelques secondes dans le futur.
- Bien qu'il semble en contact avec la planète Mars, il est spécifié que les extra-terrestres sont une race colonisatrice totalement différente des guerriers de glaces.

## Production

### Scénarisation
À l'origine, cet épisode avait été écrit pour la sixième saison. En 1968, Derrick Sherwin, alors script editor (responsable des scripts) de la série, demande à David Whitaker d'écrire un épisode en six parties racontant une rencontre extraterrestre avec des humains du présent. Longtemps en développement durant l'année 1969, le 1er mai 1969, l'épisode, intitulé “The Invaders From Mars” puis “The Carriers Of Death”, est officiellement mis en chantier et met en scène le Second Docteur, Jamie et Zoe. Néanmoins, à la suite des changements prévus pour la série, Whitaker est engagé le 25 juin 1969 pour modifier son script et inclure le troisième Docteur, l'UNIT et changer les compagnons. Devenu alors producteur de la série, Derrick Sherwin est assez mécontent de l'épisode qu'il estime différent de ce qu'il souhaite pour la série et, au cours du mois de juillet 1969, Trevor Ray est appelé pour rendre le script des deux premières parties plus « conforme » aux attentes du producteur. Il est alors décidé que Whitaker donnerait un canevas que les scénaristes rempliraient dans le futur, mais celui-ci s'en désintéresse une fois passé la troisième partie et l'écriture est une nouvelle fois retardée. Le 18 novembre 1969, Malcolm Hulke, qui venait de finir le scénario de « Doctor Who and the Silurians », fut appelé pour finir les scripts de l'épisode. Initialement prévu pour être le deuxième épisode de la septième saison, celui-ci se voit repoussé à la troisième position.
De nombreux changements ont lieu entre les différentes versions, un personnage du nom du lieutenant Pollard est évincé du script, les noms sont changés (Kuhn devient Heldorf, Dobson devient Dawson, Cunningham se change en Carrington, etc.). Afin d'aider Hulke à boucler l'épisode, le script editor Terrance Dicks est appelé pour réécrire des parties. Terrance Dicks reparlerait plus tard de cette expérience :

« Une des situations auxquelles j'ai été confronté [en devenant script editor] fut le problème rencontré avec Ambassadors of Death. David Whitaker... ne nous avait laissé que 4 ou 5 brouillons et on arrivait à une étape où on se met tellement à écrire que cela ne faisait qu'empirer le problème. Il nous fallait un script de toute urgence et je me souviens avoir été voir les producteurs Peter Bryant et Derrick Sherwin et de leur dire : "Regardez, je n'ai que 5 brouillons là-dessus. David ne nous a donné que ça et il ne sait pas quoi faire. On n'a plus qu'à le payer pour un épisode entier, lui et Mac Hulke, et je finirai le travail." Et c'est pratiquement ce qu'on a fait. Je suis certain que David a volontairement saboté son travail parce que la bureaucratie l'ennuyait. Mac et moi avons pris les rênes de cette histoire et on a fait ce qu'on avait fait sur "War Games" c'est-à-dire écrire un nouvel épisode très rapidement. Et cela a fonctionné. »

C'est durant l'écriture de cet épisode que Barry Letts devient producteur de la série. Peu satisfait du personnage de Liz Shaw, il décide que le contrat de Caroline John ne serait pas reconduit pour la prochaine saison.

### Casting
- Le mari de Caroline John, Geoffrey Beevers, apparaît brièvement dans le rôle d'un technicien radio d'UNIT nommé "soldat Johnson".
- Michael Wisher joua plus tard le rôle de Davros dans l'épisode de la saison 12 « Genesis of the Daleks »
- Cyril Shaps avait joué le rôle de Viner dans « The Tomb of the Cybermen » et joue le rôle du Professeur Clegg « Planet of the Spiders. »

### Tournage
Le réalisateur engagé pour cet épisode fut Michael Ferguson, qui avait précédemment filmé « The Seeds of Death » et qui aidera aussi Dicks et Hulke à écrire une partie du script.
Le tournage des plans en extérieur eut lieu du 23 janvier au 4 février 1970 à la fabrique de ciment Blue Circle Industries dans le Kent, à Marlow Weir dans le Buckinghamshire, à Southall Gas Works dans le Middlesex et dans de nombreux sites d'Aldershot, Hampshire. A Marlow, les scènes de poursuite de Liz obligèrent Caroline John à porter une perruque qui frisa sous la pluie. Les noms fictifs des entreprises pour lesquelles le van de Reegan est utilisé sont issus de deux assistantes, Margot Heyhoe et Pauline Silcock.
Le tournage en studio débuta le 13 février 1970, de façon traditionnelle, chaque partie étant filmée au centre télévisuel de la BBC, le vendredi après avoir été répétée la semaine précédente. Lors du tournage de la 5e partie, l'équipe décide de changer le rôle d'un obscur sergent nommé West par le personnage du caporal Benton vu dans l'épisode « The Invasion » et "promu" au rang de sergent. La prestation plaît et Benton réapparaît dans l'épisode suivant.
La tenue spatiale des aliens fut créée en recouvrant le visage des acteurs par du maquillage en latex bleu. Assez inconfortable pour les acteurs, ce maquillage était appliqué très rapidement sur les acteurs avant leur entrée sur le plateau. L'histoire devant se dérouler après les années 1970, les combinaisons d'astronautes furent dessinées afin de paraître bien plus futuriste qu'elles ne le sont. De plus, durant cet épisode, les soldats de l'UNIT portent un nouveau costume plus futuriste, qui ne serait jamais réutilisé par la suite.

### Post-production
Le début des épisodes est modifié : après le générique, l'épisode commence sur un court teaser ou sur le rappel du cliffhanger de l'épisode précédent, puis le titre de l'épisode s'affiche avec un effet de zoom tandis que le "cri" du début du générique est envoyé. L'expérience ne sera pas renouvelée après cet épisode.
À cause d'une erreur dans le montage, un soldat d'UNIT mort durant l'histoire réapparaît bien vivant à la toute fin.

## Diffusion et Réception
| Épisode                                                                                  | Date de diffusion | Durée | Téléspectateurs en millions | Archives                          |
| ---------------------------------------------------------------------------------------- | ----------------- | ----- | --------------------------- | --------------------------------- |
| Épisode 1                                                                                | 21 mars 1970      | 24:33 | 7,1                         | Bandes PAL 2 couleurs             |
| Épisode 2                                                                                | 28 mars 1970      | 24:39 | 7,6                         | Bandes chromes restaurées         |
| Épisode 3                                                                                | 4 avril 1970      | 24:38 | 8,0                         | Bandes chromes restaurées         |
| Épisode 4                                                                                | 11 avril 1970     | 24:37 | 9,3                         | Bandes chromes restaurées         |
| Épisode 5                                                                                | 18 avril 1970     | 24:17 | 7,1                         | Bandes PAL D3 couleurs restaurées |
| Épisode 6                                                                                | 25 avril 1970     | 24:31 | 6,9                         | Bandes chromes restaurées         |
| Épisode 7                                                                                | 2 mai 1970        | 24:32 | 6,4                         | Bandes chromes restaurées         |
| Diffusé en sept parties du 21 mars au 2 mai 1970, l'épisode fit un bon score d'audience. |                   |       |                             |                                   |

Cet épisode fut utilisé par l'historien des médias James Chapman, le comparant à un épisode de la série The Quatermass Experiment dans laquelle des astronautes se confrontent à l'humanité après une rencontre avec les extra-terrestres.

### Critiques modernes
L'épisode reste considéré comme relativement moyen par la critique rétrospective : En 2009, Patrick Mulkern de "Radio Times" qualifiera le scénario d'"anti-climatique" et dénotera une histoire avançant à l'aveuglette. Christopher Bahn du site "The A.V. Club" estimera qu'il s'agit de l'épisode le plus faible de la saison avec un épisode qui "tourne en rond" et qui ne révèle les motivations belliqueuses de Carrington que dans la dernière partie alors que celles-ci sont évidentes depuis le début. Selon Ian Berriman de SFX Magazine, l'histoire bien que prometteuse n'a pas assez de matériel pour remplir 7 parties et le partage de la conspiration entre les différents personnages la rend très confuse.
Néanmoins, Mulkern avouera aimer les cliffhanger et la direction d'acteur et John Sinnott qualifiera cet épisode d'une aventure "généralement divertissante" et saluera le côté effrayant donné aux ambassadeurs. Le livre Doctor Who, the Television Companion (1998) compare l'écriture de l'épisode à celle de « The Enemy of the World » par son mélange entre des éléments de science fiction et des éléments du roman d'espionnage. Lance Parkin dans le Matrix no 52, (1996), comparera cet épisode à un épisode d'X-files.

### Episode Perdu
Dans les années 1960 et 70 à des fins d'économie, la BBC détruisit de nombreux épisodes de Doctor Who. Seule la première partie couleur restera dans les archives. Le reste de l'épisode a été récupéré grâce à une captation en noir et blanc 16 mm effectué par un particulier lors de la diffusion de l'épisode aux États-Unis en 1970.

## Novelisation
L'épisode fut novelisé sous le titre The Ambassadors of Death par Terrance Dicks en octobre 1987 sous le numéro 121 de la collection Doctor Who des éditions Target Book. Dernière novélisation d'un épisode du 3e Docteur publiée à ce jour, le roman n'a connu aucune traduction.

## Éditions VHS, CD et DVD
L'épisode n'a jamais été édité en français, mais a connu plusieurs éditions au Royaume-Uni et aux États-Unis : 
- Une édition VHS  est sortie en 2002 dans une version partiellement colorisée. La 5e partie ainsi que des extraits de la 2e, 3e, 6e and 7e partie on connu un traitement destiné à les coloriser. Si la 4e partie demeure totalement en noir et blanc, plus de la moitié de l'épisode a regagné ses couleurs.
- L'épisode est sorti en DVD en octobre 2012 dans une version totalement colorisée. Il contient les commentaires audios de Caroline John (Liz Shaw), Nicholas Courtney (Brigadier), Peter Halliday (voix alien) de Geoffrey Beevers, du réalisateur Michael Ferguson et de Terrance Dicks. À noter que la jaquette du DVD crédite dorénavant David Whitaker, Malcolm Hulke et Trevor Ray en tant que scénaristes de l'épisode.
- La bande son de l'épisode est sortie en août 2009 avec la voix de Caroline John servant de lien entre les différents passages de l'histoire[13].